# Talles (football)
Pour les articles homonymes, voir Talles.
Talles Macedo Toledo Costa, communément appelé Talles, est un footballeur brésilien né le 2 août 2002 à São Paulo. Il évolue au poste de milieu de terrain dans le championnat ukrainien de Premier-Liha, avec le club du Polissia Jytomyr.

## Biographie
Ayant découvert le football à Dubaï, où il avait séjourné avec sa famille pour le travail de son père, il découvre ensuite le futsal à 7 ans, de retour au Brésil.

### Carrière

#### En club
Arrivé au club de São Paulo en 2012, initialement dans la section futsal, avant de rejoindre les sections jeunes de football à 11 en 2014.
En juillet 2019 il signe un contrat le liant au club jusqu'en 2022, étant notamment suivi régulièrement par l'Atletico Madrid.
En décembre 2019, il intègre le groupe professionnel des pauliste, figurant notamment sur le banc de l'équipe contre Alagoano.

#### En sélection
En octobre et novembre 2019, il est sélectionné pour la Coupe du monde des moins de 17 ans au Brésil. L'équipe du Brésil remporte la finale de la compétition, qu'elle n’a plus atteint depuis 2003.

## Palmarès
Équipe du Brésil des moins de 17 ans
- coupe du monde des moins de 17 ans
  - Vainqueur en 2019.

## Statistiques
| Saison                | Club                  | Championnat           | Championnat | Championnat | Championnat | Coupe(s) nationale(s) | Coupe(s) nationale(s) | Coupe(s) nationale(s) | Supercoupe | Supercoupe | Supercoupe | Compétition(s) continentale(s) | Compétition(s) continentale(s) | Compétition(s) continentale(s) | Compétition(s) continentale(s) | Ligue régionale | Ligue régionale | Ligue régionale | Total | Total | Total |
| Saison                | Club                  | Division              | M.          | B.          | P.d.        | M.                    | B.                    | P.d.                  | M.         | B.         | P.d.       | Comp.                          | M.                             | B.                             | P.d.                           | M.              | B.              | P.d.            | M.    | B.    | P.d.  |
| 2021                  | São Paulo FC          | Série A               | 7           | 0           | 0           | 3                     | 0                     | 0                     | -          | -          | -          | CL                             | 2                              | 0                              | 0                              | 4               | 0               | 0               | 16    | 0     | 0     |
| 2022                  | São Paulo FC          | Série A               | 12          | 0           | 2           | 4                     | 0                     | 0                     | -          | -          | -          | CS                             | 7                              | 1                              | 0                              | 3               | 0               | 0               | 26    | 1     | 2     |
| 2023                  | São Paulo FC          | Série A               | -           | -           | -           | -                     | -                     | -                     | -          | -          | -          | CS                             | -                              | -                              | -                              | 3               | 0               | 0               | 3     | 0     | 0     |
| Total sur la carrière | Total sur la carrière | Total sur la carrière | 19          | 0           | 2           | 7                     | 0                     | 0                     | -          | -          | -          | -                              | 9                              | 1                              | 0                              | 10              | 0               | 0               | 45    | 1     | 2     |